# Personnages de Final Fantasy VII
 (mars 2015).
Si vous disposez d'ouvrages ou d'articles de référence ou si vous connaissez des sites web de qualité traitant du thème abordé ici, merci de compléter l'article en donnant les références utiles à sa vérifiabilité et en les liant à la section « Notes et références ».
Cette page présente les personnages de Final Fantasy VII, de Square Co., un jeu vidéo de rôle.
À partir de 2004, Square sort une série de jeux et de films se déroulant dans l'univers de Final Fantasy VII sous le nom de Compilation of Final Fantasy VII.

## AVALANCHE

### Cloud Strife
Cloud Strife (クラウド・ストライフ, Kuraudo Sutoraifu) est le principal héros de Final Fantasy VII. Convaincu d'être un ancien SOLDAT, il est au début du jeu un mercenaire employé par AVALANCHE. Il est caractérisé par une coupe de cheveux blonds en épis, des habits sombres et une imposante épée nommée épée broyante ou Buster Sword dans la version anglaise, épée qui appartenait auparavant à son meilleur ami Zack Fair qui la lui a donnée à sa mort. Bien avant cette épée appartenait à Angeal, un ami de Zack.

### Aeris Gainsborough
Aeris Gainsborough (エアリス・ゲインズブール, Aerisu Geinzubūru) ou en anglais "Aerith Gainsborough" est la dernière descendante des Cetras (ou Anciens), fille du professeur Gast et d'Ifalna. Marchande de fleurs au tout début du jeu, elle est pourchassée par les Turks de la Shinra et demande alors à Cloud de devenir son garde du corps. Aeris a de longs cheveux châtains et des yeux verts. Elle utilise un bâton comme arme. Elle est la guérisseuse d'AVALANCHE.

### Tifa Lockhart
Tifa Lockhart (ティファ・ロックハート, Tifa Rokkuhāto) (ou Tifa Lockheart suivant les versions, Jessica Barrier/Rachael Leigh Cook/Ayumi Itō) est une jeune femme originaire de Nibelheim, amie d'enfance de Cloud et membre du groupe AVALANCHE. Jeune femme juste et posée, elle est la propriétaire du bar Septième ciel, et vit avec Marlène et Barret Wallace. Maître en arts martiaux (elle fut l'élève de Zangan), Tifa se bat uniquement avec ses poings gantés, étant capable de terrasser tout ennemi à la seule force de ses poings ; c'est d'ailleurs un des premiers personnages féminins révélés dans un jeu vidéo se battant uniquement en donnant des coups de poing[réf. nécessaire]. Elle a de longs cheveux noirs avec une teinte rouge foncé.
Peu après la mort de sa mère, lorsqu'elle a huit ans, Tifa décide de franchir les montagnes de Nibel, pensant que l'esprit de sa mère se trouve de l'autre côté. Au départ accompagnée de ses trois meilleurs amis — qui abandonnent assez vite l'un après l'autre — et de Cloud, ils ne sont alors plus que deux quand Tifa trébuche sur le pont au milieu de la montagne. Cloud court alors pour essayer de la sauver mais arrive trop tard, et tous deux tombent dans le précipice. Cloud en sort légèrement blessé, mais Tifa tombe dans le coma une semaine. Le père de Tifa tient alors Cloud pour responsable de l'accident. Elle tient à rester près de lui, et c'est dans ce but qu'elle le pousse à rejoindre AVALANCHE au début de l'aventure.
Bien qu'au début, Tifa ne prêtait aucune attention à Cloud lorsqu'ils étaient plus jeunes, elle se rapprochera de lui après son accident du fait qu'il ait tenté de la sauver lorsqu'elle était sur le pont. Toutefois, bien qu'au fil du jeu, on se rend compte de son véritable amour pour son ami d'enfance, elle ne le lui avoue jamais de manière claire. Lorsqu'il s'agit d'avouer son amour envers l'homme qu'elle aime, Tifa ferme son cœur comme l'indique son nom. Avec l'arrivée d'Aerith dans le groupe, un triangle amoureux se formera mais Tifa aura du mal à s'imposer.
Tifa fait un peu office de grande sœur au sein du groupe. Bien que n'étant pas la plus âgée, c'est elle (avec Aerith) qui maintient le groupe soudé. Habituellement joyeuse et calme, il lui arrive aussi de piquer de grosses colères.
Pour la création du personnage, Nomura dit avoir eu à faire face à une décision difficile concernant le choix vestimentaire, hésitant entre une minijupe et un pantalon. Avec la participation d'autres membres de l'équipe de développement du jeu, il choisit finalement la minijupe noire pour contraster avec la longue robe rose d'Aeris.
Tifa apparaît également dans le jeu vidéo Kingdom Hearts 2 où elle recherche Cloud et dans Dissidia Duodecim.

### Barret Wallace
Barret Wallace (バレット・ウォーレス, Baretto Wōresu) (Michel Vigné/Beau Billingslea/Masahiro Kobayashi) est le chef d'AVALANCHE, groupe écologiste de résistance à l'épuisement des ressources planétaires (l'énergie Mako) par la Shinra. Doté d'un physique imposant (il mesure près de deux mètres), il se bat avec un fusil qui lui a été greffé au bras droit.
Barret a grandi dans la petite ville minière de Corel. Lorsque la Shinra propose au village de construire un réacteur Mako dans la ville, il défend ce projet auprès du reste du village, pensant que le réacteur faciliterait la vie à Corel. Après que le réacteur a été construit — malgré l'opposition de Dayne, le meilleur ami de Barret — les terroristes anti-Shinra d'AVALANCHE attaquent le réacteur, et la Shinra — croyant que l'attentat avait été préparé à Corel — riposte en incendiant totalement le village de Corel, tuant beaucoup de personnes, parmi lesquels Minna, la femme de Barret. Dayne et lui n'étaient pas présents dans le village au début de l'attaque, et ils sont attaqués par des soldats menés par Scarlet en essayant d'y retourner. Barret survit, mais son bras droit est touché quand il essaye — en vain — de sauver Dayne, suspendu dans le vide. Il se fait greffer à la suite de cet évènement un fusil au bras droit. Pensant que Dayne est mort, il adopte Marlène, sa fille, et se dirige vers Midgar, où il devient le second leader d'AVALANCHE, sans savoir ce qu'avait vraiment fait l'ancienne équipe.
Au début de Final Fantasy VII, Barret réside à Midgar, en compagnie de Tifa Lockhart et de Marlène.
Le nom Wallace est très probablement une référence à William "Braveheart" Wallace. On peut voir en effet beaucoup de similitudes entre les deux hommes : les deux ont mené des mouvements de résistance contre un envahisseur tyrannique, et veulent venger leur femme.

### Red XIII
Red XIII (レッドXIII, Reddo Sātīn), ou Rouge XIII, de son vrai nom Nanaki (Fabrice Fara/Liam O'Brien/Masachika Ichimura), est l'un des derniers survivants de sa tribu, composée de personnages proches des félidés (lion, tigre, jaguar, etc.) par leur aspect physique, vivant à Cosmo Canyon. Peu avant le début de l'histoire du jeu, la Shinra le capture et le scientifique Hojo, qui lui a par ailleurs donné le nom de Red XIII, lui fait subir toutes sortes d'expériences. Il est délivré au début du jeu par Cloud et ses amis, et rejoint ainsi leur équipe. L'un de ses tatouages (le chiffre "XIII") lui a été fait par Hojo.
Âgé de 48 ans durant le jeu, il serait en fait un adolescent selon les critères humains (15 ou 16 ans d'après Bugenhagen), son espèce ayant une durée de vie très longue. Il voue une profonde haine contre son père, Seto, qu'il croit lâche d'avoir abandonné Cosmo Canyon pendant une bataille mythique contre la tribu des Gi. Mais il découvrira grâce à son grand-père adoptif Bugenhagen que son père s'était en fait sacrifié, repoussant à lui tout seul la tribu ennemie pour garantir l'absence d'un deuxième front qui aurait été fatal. Il trône depuis, fièrement, derrière la caverne Gi au sommet du plus haut rocher, son corps resté pétrifié par les flèches empoisonnées rappelant à tous son acte héroïque.
Red XIII est un personnage énigmatique, et dont la participation à la quête du groupe de Cloud ne semble pas reposer réellement sur des convictions profondes. Néanmoins, lorsqu'on apprend qu'il a été élevé au Cosmo Canyon, on se rend compte qu'il est très sensible à l'avenir de la planète. Il est parmi les personnages les plus appréciés par les joueurs[réf. nécessaire], venant de son look (félin roux à la queue enflammée, ornements indiens), son style de combat équilibré et son caractère posé.
Son nom est de plus très symbolique : au Japon, le rouge est traditionnellement la couleur attribuée aux personnages héroïques, et XIII (en chiffres romains : 13) est un nombre porteur de nombreuses superstitions, apportant généralement le malheur ou la chance suivant les croyances.

### Cid Highwind
Cid Highwind (シド・ハイウィンド, Shido Haiwindo) (Bruno Ouzeau/Chris Edgerly/Kazuhiro Yamaji) fait partie de la longue tradition des personnages nommés Cid dans Final Fantasy. Passionné par l'espace et l'aviation, il était le pilote de la fusée du Rocket Village, construite par la Shinra. Celle-ci ne décollera pas à cause d'une assistante, Shera (Shera qui sera aussi le nom de son nouvel aéronef dans Advent Children), restée dans les réacteurs de l'engin pour vérifier les bonbonnes d'oxygène. Après cet essai avorté, aucun nouveau vol n'a été organisé par la Shinra (celle-ci ayant entre-temps découvert l'énergie Mako).
Cid possède depuis cet épisode une certaine aigreur envers Shera et la Shinra, qui n'a pas respecté ses engagements envers lui, et c'est en partie de là que lui vient son mauvais caractère.
Cid rejoint l'équipe de Cloud lorsque celle-ci est de passage au Village Rocket : le groupe utilise alors le Tiny Bronco, son avion, pour échapper à Rufus et aux soldats Shinra, qui voulaient alors le réquisitionner.
Malgré son mauvais caractère, Cid se révèle avoir un bon fond, et sera choisi comme leader du groupe pendant la convalescence de Cloud pour cause d'empoisonnement Mako ; il est de plus le pilote du Hautvent (Highwind en anglais, d'où son nom de famille). Cid se bat avec une lance ou une hallebarde. Il est blond, possède une veste bleue, un pantalon marron et des lunettes de pilote.
Nomura fait remarquer que le style de combat de Cid Highwind s'inspire de celui des Chevaliers Dragon (une classe de personnage) en référence à deux autres personnages importants de la série qui portent également le nom de Highwind : Ricard Highwind de Final Fantasy II et Kain Highwind de Final Fantasy IV.
C'est un gros fumeur que l'on ne voit jamais sans sa cigarette : il possède même un paquet accroché sur le côté de ses lunettes.

### Cait Sith
Cait Sith (ケット・シー, Ketto Shī) (Emmanuel Rausenberger /Greg Ellis/Hideo Ishikawa) est un chat en peluche chevauchant un énorme mog, également en peluche. Son nom pourrait être une référence au Cat Sith, créature surnaturelle du folklore celtique. Personnage extravagant et étrange, Cait Sith rejoint l'équipe lors du premier séjour de Cloud et de son groupe au Gold Saucer. Se présentant alors comme un diseur de bonne aventure, celui-ci prédit à Cloud : « Ce que tu recherches t'appartiendra. Mais tu perdras quelque chose qui t'est cher. »
Cait Sith se révèle en tant qu'espion de la Shinra lors du deuxième passage au Gold Saucer : il donne alors la clé de pierre, porte du temple des Anciens, à la Shinra. Il reste néanmoins dans le groupe, prenant en otage Marlène, restée à Midgar.
Personnage beaucoup plus complexe qu'il n'y paraît au premier abord, Cait Sith admire le combat et le courage du groupe de Cloud et finira par les aider (allant même jusqu'à sacrifier Cait Sith no 1 — même s'il ne s'agit que d'une peluche), sans toutefois réellement rompre avec la Shinra.
L'identité réelle du contrôleur de Cait Sith ne sera connue que tard dans le jeu : il s'agit de Reeve Tuesti, membre de la Shinra à la tête du développement urbain.

### Vincent Valentine
Vincent Valentine (ヴィンセント・ヴァレンタイン, Vinsento Varentain) est un personnage optionnel, sombre et laconique, ancien membre des Turks. Entreposé au sous-sol du manoir Shinra, il a subi des expériences génétiques qui l'ont profondément affecté.
Torturé par la mort de sa bien-aimée Lucrécia, Vincent est un personnage charismatique et mystérieux. Au combat, il utilise un pistolet appelé Cerberus et possède une grande variété de pouvoirs. Il est considéré comme l'ange vengeur de FFVII car il ne cesse de combattre ses puissants ennemis tout en rétablissant une certaine logique à ses yeux. Il poursuit son chemin en essayant de redonner la liberté aux personnes qu'il veut aider.

### Yuffie Kisaragi
Yuffie Kisaragi (ユフィ・キサラギ, Yufi Kisaragi) (Christy Carlson Romano, Mae Whitman/Yumi Kakazu/Caroline Combes) est un personnage optionnel originaire de Wutai, un village du continent de l'ouest. Ninja et voleuse de matérias, elle prétend que ses larcins sont motivés par la volonté d'améliorer la vie à Wutai, fortement affaiblie après la guerre contre la Shinra ; elle est de plus fortement sujette au mal des transports.
En relation conflictuelle avec son père, le chef du village, Godo, car celui-ci a arrêté de combattre la Shinra après avoir perdu une bataille, elle représente le renouveau de son village et la volonté de la jeunesse de faire changer les choses et de se battre pour l'indépendance, contrairement à un père plus réfléchi et conservateur.
Le groupe rencontre et combat Yuffie dans une forêt. Il faut ensuite lui donner les bonnes réponses lors du dialogue qui suit, sans quoi elle s'enfuit, pouvant emporter une partie de l'argent du groupe. L'avoir dans l'équipe permet de réaliser une quête annexe à Utai et apporte d'autres éléments cachés du jeu.
Dans Before Crisis, le joueur peut rencontrer Yuffie à Wutai. Dans Crisis Core, on peut la rencontrer toute jeune dans le village de Wutai lorsque Zack effectue une mission avec Angeal, son mentor. Elle réapparaît ensuite plusieurs fois tout au long du jeu à travers plusieurs missions. Dans Advent Children, elle va à Midgar à la recherche de Denzel, l'enfant enlevé, et rejoint les autres personnages dans leur lutte contre Bahamut. On la revoit après à bord du vaisseau de Cid avec les matérias de Cloud. Dans la nouvelle « Case of Barret », dans On the Way to a Smile, il est mentionné que Yuffie enseigne le wushu à des enfants de Wutai dans la période entre Final Fantasy VII et Advent Children. Dans Dirge of Cerberus, Yuffie rejoint la World Regeneration Organization et aide Vincent plusieurs fois durant le jeu.

### Jessie Rasberry
Jessie Rasberry (ジェシー, Jeshī) est l'experte pyrotechnique et informatique d' AVALANCHE, fournissant les explosifs utilisés dans les attaques des réacteurs Mako 1 et 5. Elle joue un rôle mineur dans le premier Final Fantasy VII, mais joue un rôle de premier plan dans le remake. Joviale et extravertie, elle est l'un des premiers personnages à soutenir Cloud, dont elle se sent assez proche, flirtant à plusieurs reprises avec lui. Elle est une amie d'enfance de Biggs et Wedge qui l'accompagnent dans de nombreuses missions. 
Lors de l'attaque du Réacteur à Mako 1, Jessie surdosera les explosifs qu'elle fournit au groupe, ce qui entrainera de forts dégâts collatéraux et la plongera dans une grande culpabilité. 
Dans le quatrième chapitre du Remake, "Mad Dash", Jessie conduit Cloud chez sa mère dans le but de dérober la carte d'accès de son père, ancien employé de la Shinra. C'est à ce moment que Cloud, tombant sur une lettre qu'elle avait écrite à ses parents, découvre son passé d'actrice pour le Gold Saucer. 
Lors de l'attaque du Pilier du secteur 7, se défendant en lançant des grenades contre des hélicoptères de la Shinra, elle est déstabilisée par des Whispers, ratant alors son tir et se blessant mortellement. Cloud et Tifa la retrouvent alors et partagent une dernière conversation.

### Personnages secondaires
Le groupe écologiste AVALANCHE, opposé à l'épuisement des ressources de la planète par la Shinra, est composé, en plus de Cloud, Barret et Tifa, de trois assistants leur fournissant une aide dans les missions, notamment celles de sabotage des réacteurs Mako : Biggs (ビッグス, Biggusu), Wedge (ウェッジ, Wejji) (déjà croisé au début de Final Fantasy VI). Ces deux personnages sont supposés morts dans la destruction du Secteur 7 par la Shinra, mais survivent dans le remake.
Pendant les évènements de Before Crisis, on apprend que le groupe éco-terroriste comptait alors comme membres majeurs : Elfé (エルフェ), en tant que leader, combattante émérite qui a tenu tête à Sephiroth lui-même, Sears (シアーズ), en tant que second, et Fuhito (フヒト), cerveau et stratège du groupe. Ces deux derniers sont morts, et Elfé est portée disparue.

## Groupe de Jenova

### Sephiroth
Sephiroth (セフィロス, Sehirosu) est présenté au cours du jeu comme le fils de Hojo, un savant fou, et de Lucrécia, son assistante. C'est pendant la croissance de l'embryon que Hojo inocula au futur nouveau-né des cellules de Jénova, la Calamité des Cieux, une entité extraterrestre rêvant de détruire le monde. Ainsi, Sephiroth naquit surpuissant et devint très rapidement le plus grand SOLDAT de la Shinra, et le plus puissant guerrier du monde. Constamment menacé par sa folie, il demeure le meilleur soldat et ne cesse d'accroitre ses pouvoirs. Censé avoir péri sept ans avant le jeu dans une mission au réacteur Mako de Nibelheim, Sephiroth réapparaît pourtant et cherche visiblement à se venger.

### Jénova
D'abord considérés par erreur comme appartenant à un Ancien, les restes de Jénova (ジェノバ, Jenoba) ont été trouvés par le professeur Gast et sont devenus un sujet d'expérimentation et de recherche intensive pour la Shinra. La créature est, en réalité, "la calamité des cieux", venant d'une planète inconnue, qui traversa l'espace enfermée dans une gangue météoritique et tomba sur Terre 2000 ans avant que l'histoire ne commence en créant un énorme cratère dans l'hémisphère nord de la planète.
Étant la seule représentante de sa galaxie, il est impossible d'en faire une description précise. La partie haute de son corps, visible dans le réacteur de Nibelheim, ressemble à une femme à la peau bleuâtre, aux yeux rouges et aux cheveux blancs. Jénova a atterri sur la planète créant le Cratère Nord, et dut combattre les Anciens (les Cetras) qu'elle transforma en monstres. Ces derniers réussirent à la vaincre et l'enfermèrent dans le cratère nord. Elle fut retrouvée par la Shinra qui décida de l'étudier croyant avoir trouvé le corps d'un Ancien. Elle fut conservée par la suite au réacteur Mako de Nibelheim, où le professeur Gast et ses assistants, Hojo et Lucrécia, l'étudièrent, puis transférée au siège de la Shinra à Midgar après les incidents du réacteur. Là, alors que Cloud et son équipe étaient retenus prisonniers dans les locaux, ils découvrirent ce que Hojo avait commencé.
Séphiroth est issu d'une expérience scientifique: son géniteur, Hojo, a fusionné les cellules de Jenova avec celles de son enfant alors qu'il n'était qu'un embryon. Il en perdit la raison et se laissa envahir par la haine et devint ainsi la marionnette de Jénova.

### Kadaj, Yazoo et Loz
Les personnages principaux de Final Fantasy VII réapparaissent dans Advent Children, où l'histoire est centrée sur le personnage de Cloud. Les Turks sont également présents, tout comme Rufus que l'on croyait mort pendant le jeu original.
Clad et ses amis sont ici opposés au gang de Kadaj, composé de :
- Kadaj (カダージ, Kadāji?) (Shoutarou Morikubo/Paolo Domingo) lui-même, jeune homme prétentieux armé d'un sabre à deux lames appelée "Souba", incarné de Sephiroth. Il recherche la tête de Jénova pour faire revenir Sephiroth à la vie. Il considère Cloud comme son "grand frère", compte tenu du fait que Cloud possède également des cellules de Jénova et est étroitement lié à Sephiroth.
- Yazoo (ヤズー, Yazū?) (Yūji Kishi/Volodia Serre), est celui qui ressemble le plus à Sephiroth, avec sa longue chevelure. Son arme est un clin d'œil à Final Fantasy VIII, c'est une GunBlade (les armes de Squall et Seifer dans FF VIII).
- Loz (ロッズ, Rozzu?) (Kenji Nomura/Gilles Morvan), est un personnage violent amené à se battre contre Tifa dans l'église d'Aeris. Son arme est une griffe de poing capable de créer une décharge électrique suffisante pour assommer une personne, et il dispose aussi d'une GunBlade, même s'il s'en sert rarement.

Selon, les explications données par le livre "On the Way to a Smile", après les événements du jeu, Sephiroth, qui se trouve à présent sous forme de masse noire au sein même de la rivière de la vie, cherche un moyen de sortir de cet état et fait donc apparaître un "pantin" (Kadaj) et deux accolytes (Yazoo et Loz) afin de récupérer les restes génétiques de Jénova. Ils n'ont donc pas de conscience propre, c'est Séphiroth qui les contrôle.

## Membres de la Shinra Corporation

### Président Shinra
Président Shinra (神羅社長, Shinra shachō) est l'antagoniste principal du début du jeu. Leader sexagénaire de l'hégémonique Shinra corporation qu'il dirige d'une main de fer, il est responsable de l'extraction de l'énergie Mako à Midgar et partout sur Gaïa, dont il est l'homme le plus influant. 
Son titre indique qu'il est à la fois le Président de la Shinra mais également de la population de Midgar de facto.
Il apparait pour la première fois après l'explosion du réacteur à Mako 1, dans le remake il le sabote lui même générant une déflagration plus forte que prévu afin de porter le préjudice sur AVALANCHE. Il réapparait ensuite lors de l'opération sur le réacteur 5, apparaissant devant les protagonistes en compagnie d'Heidegger. 
Personnage avide et sans scrupule, c'est lui qui décide de la destruction de la plateforme au dessus du secteur 7 par les Turks, détruisant à la fois une partie de la ville et le bidonville sous-jacent, Jessie, Biggs et Wedge périssant en tentant d'empêcher l'attaque. 
Pendant l'infiltration du Quartier Général de la Shinra, AVALANCHE surprend une conversation entre le Président Shinra et certains de ses cadres supérieurs, dont Heidegger et le professeur Hojo. Il prévoit de ne pas reconstruire le Secteur 7. Capturés, ils seront présentés en personne dans son bureau avant d'être renvoyés en détention.
Après s'être libérés pendant la nuit, il se rendent de nouveau au bureau du Président, mais le trouvent alors mort, empalé par Séphiroth. Rufus, son fils ainé reprend alors les rênes de la Shinra. Dans le remake cependant les circonstances de sa mort son différentes, après avoir été sauvé par Barret, il pointe son revolver vers ce dernier en exprimant sa vision du monde, c'est alors qu'il est assassiné par Sephiroth apparaissant avec les Whispers.
Ses apparitions dans le début du jeu, son accompagnées du thème austère et aux sonorités industrielles "The Shinra Corporation".

### Rufus Shinra
Rufus Shinra (ルーファウス神羅, Rūfausu Shinra) (Tōru Ōkawa/Adrien Antoine) est le fils du président de la Shin-Ra. Lorsque celui-ci meurt, le jeune homme, avide de pouvoir et d'argent, s'empresse de le remplacer.
Il est dans la même tranche d'âge que Cloud. Son apparence est marquée par des cheveux blonds soigneusement coiffés, des yeux bleus et un costume blanc. Sa personnalité arrogante, son ego surdimensionné en font un personnage cynique et froid, il paraît d'ailleurs que "personne ne l'a jamais vu saigner ou pleurer" selon les dires d'Aerith. Il possède cependant un certain courage (même Barret admettra qu'"il a du cran") et il sait d'ailleurs se battre, utilisant un fusil de chasse et étant aidé par sa panthère noir Dark Nation.
Selon son propre discours d'inauguration, son père a gouverné par l'argent ; lui choisit d'utiliser la terreur comme moyen d'asservir la population de Midgar et d'ailleurs.
Obnubilé par la Terre Promise et le projet Néo-Midgar, Rufus est prêt à tout pour devenir le maître absolu de la Planète, même à défier Sephiroth et les Armes.
Annoncé mort à la fin de Final Fantasy VII dans l'explosion de la Tour Shinra attaquée par l'Arme Diamant, il réapparait en vie dans le film Final Fantasy VII: Advent Children, contaminé par les Géostigmates.
Il cherche à présent à racheter ses fautes en essayant de reconstruire le monde qui a bien failli disparaître par la faute de la Shin-Ra.

### Hojo
Hojo (宝条, Hōjō) est le directeur du département scientifique. Il était autrefois l'assistant du professeur Gast, qui était l'homme qui découvrit Jénova, et initia le projet Sephiroth. Il travaille pour Shinra, au 68e étage du Shinra Building. Sorte de savant fou, Hojo est un homme retors et cruel, qui considère des personnes comme Red XIII, Aeris ou même Sephiroth comme autant de cobayes intéressants ; il fit d'ailleurs des expériences sur lui-même.
C'est Hojo et Lucrécia qui décident d'implanter les cellules de Jénova dans le corps de Sephiroth, alors à l'état d'embryon.
Assez mystérieux et indépendant dans la ShinRa, il fera tout autant pour sa survie que pour celle de Sephiroth. Ainsi, quand le canon Sister Ray sera installé à Midgar, il utilisera la puissance de tous les réacteurs pour tirer une charge si puissante qu'elle brise la barrière du Cratère Nord.
Avant de mourir, il sauvegardera une copie de sa mémoire dans les ordinateurs de la Shinra.

### Turks
Les Turks (タークス, Tākusu) sont une division de la multinationale Shinra Corporation spécialisée dans l'espionnage, l'enlèvement et l'assassinat. Les Turks sont composés de Tseng (ツォン, Tson), Reno (レノ, Reno), Rude (ルード, Rūdo) et Elena (イリーナ, Irīna). Le personnage Vincent Valentine, allié de Cloud dans le jeu, était lui-même un Turk autrefois, avant que son corps ne serve de sujet d'expérimentation au professeur Hojo.
Ce département général d'investigation (神羅電気動力株式会社総務部調査課, Shinra denkidōryoku kabushikigaisha sōmubu chōsaka, Investigation Division of the General Affairs Department of the Shinra Electric Power Company en anglais) inclut aussi la recherche de candidats potentiels pour l'unité d'élite SOLDAT et la protection rapprochée des membres importants de la Shinra.
L'épisode Final Fantasy VII: Before Crisis, dont les aventures se passent six ans plus tôt que Final Fantasy VII, permet de retracer les aventures de cette compagnie, où on apprend qu'ils sont dirigés par Heidegger, et que leur leader d'alors est Verdot (ヴェルド, Verudo), qui disparait après sa trahison pour sa fille, Elfe, leader d'AVALANCHE.
Ils apparaissent également dans le film Final Fantasy VII Advent Children (2 ans après l'histoire de Final Fantasy VII) où ils campent le rôle d'alliés du groupe AVALANCHE ainsi que de gardes du corps du président de la Shinra, Rufus Shinra, désirant les aider dans leur but de protéger la planète face au danger que représentent le virus Geostigma et le gang de Kadaj. Ce sont essentiellement Reno et Rude qui apparaissent dans ce film, Tseng et Elena étant présumés morts torturés par les Incarnés, mais ces deux derniers réapparaissent à la fin, soignés par Vincent.
Dans l'OAV Last Order: Final Fantasy VII, ce groupe est représenté par trois membres importants : Tseng, Rude et Elena, désireux de poursuivre Zack et Cloud après leur fuite du réacteur Mako de Nibelheim.
Le jeu Crisis Core présente également une jeune recrue des Turks, Cissnei qui se bat avec une sorte de grand Shuriken rouge.

### Cadres de la Shinra
- Reeve Tuesti (リーブ・トゥエスティ, Rību Tuesuti?, API: [ɹiv tuɛsti]) (Banjo Ginga/Philippe Catoire) est le Directeur du Département du Développement Urbain. Profondément attaché à Midgar, il s'avèrera par ailleurs être le contrôleur de la peluche Cait Sith, à travers laquelle il participe à la quête du groupe de Cloud.
- Heidegger (ハイデッカー, Haidekkā?, API: [ˈhaɪ.də.gɐ]) (surnommé "Gya ha ha" par Reeve en raison de son rire) est le Directeur du Département de la securité, probablement nommé d'après le philosophe allemand Martin Heidegger (1889-1976).
- Scarlet (スカーレット, Sukāretto?) (surnommée "Kya ha ha" par Reeve en raison de son rire) est la directrice du Département du Développement de l'armement. Elle est la conceptrice du canon « Sister Ray » (probablement nommé d'après la chanson du même nom du Velvet Underground).
- Palmer (パルマー, Parumā?) est le Directeur du Département du développement spatial.

## Membres du SOLDAT

### Zack Fair
Zack Fair (ザックス・フェア, Zakkusu Fea) apparait tardivement dans le jeu et seulement dans les "souvenirs" du passé de Cloud. Personnage ressemblant extrêmement à Cloud (mis à part la couleur de cheveux, blonds pour Cloud et noirs pour Zack), il s'avère au cours du jeu que Cloud, personnage à la base faible et craintif, s'est approprié et a adapté le personnage de Zack à la suite d'une expérience du professeur Hojo, devenant après cela le héros qu'il aurait voulu être et que Zack était. Zack est abattu par les troupes de la Shinra peu avant le début du jeu, aux abords de Midgar.

### Angeal Hewley
Angeal Hewley est un SOLDAT de première classe. Il est un homme respecté de tous, connu surtout pour sa sagesse et son sens de l’honneur. Il est le mentor de Zack et il s’efforce de lui inculquer les valeurs qui lui sont chères. D’une droiture exemplaire, Angeal sait affronter la douleur et l’adversité avec courage et sait garder son sang-froid dans toutes les situations. Il est depuis longtemps un ami de Génésis et de Sephiroth ; une des habitudes du trio était d'aller à la salle d'entrainement pour y passer du temps ou s'entrainer, mais uniquement quand les 2e Classe étaient de sortie, pour ne pas nuire à leur image. Pour ne pas l'abîmer (d'après ses dires dans Crisis Core), Angeal n’utilise que très rarement son imposante épée broyeuse qu’il porte sur le dos. On apprend au cours de l'aventure que cette épée fut forgée par son père et représente l'honneur de sa famille. À la suite d'un affrontement entre lui et Zack, il la léguera au jeune soldat, preuve de son amitié et de son respect envers Zack.
Angeal découvrira par Génésis qu'il est le fruit du projet G (pour Gillian, sa mère) visant à créer le soldat parfait, et commencera à subir des modifications. Il est tué par Zack à Modeoheim, après avoir muté une dernière fois et confié son Épée broyeuse à Zack.

### Génésis Rhapsodos
Génésis Rhapsodos  était 1re classe du SOLDAT de la Shinra et ami d'Angeal et Sephiroth considérant ce dernier comme son éternel rival. Il est obsédé par le poème épique Loveless et en récite toujours des actes. Il est révélé qu'il est le frère de Weiss et Nero de Deepground dans Dirge of Cerberus: Final Fantasy VII.
Contrairement à Sephiroth et Angeal, Genesis possède une aile noire à l'épaule gauche, Sephiroth et Angeal possèdent une aile à l'épaule droite. Genesis et Angeal sont amis d'enfance ; tous les deux sont nés à Banora. Son lien avec l'organisation Deepground a été expliqué par le biais de Final Fantasy VII Ultimania, seuls les Tsviets se sont fait injecter ses cellules. Il est révélé dans Crisis core Final Fantasy VII que Genesis n'est pas le résultat final du projet Jenova G puisque c'est Angeal. La mère d'Angeal est le principal cobaye de ce projet et travaillait au département scientifique de la Shinra. Elle s'est vu injecter des cellules de Jenova et lorsqu'Angeal était dans son ventre, il s'est développé avec les cellules de Jenova. Genesis en a reçu alors qu'il n'était qu'un fœtus et fut donc un échec. Le vrai nom du projet Jenova n'est pas le projet Jenova '"Genesis" mais projet Jenova "Gillian" la mère de Angeal. Dans Crisis Core: Final Fantasy VII il possède deux fanclubs : cuir rouge et le groupe d'études de Loveless. Genesis a toujours voulu manger un fruit de Banora avec Sephiroth et découvrir le dernier acte de son livre favori, Loveless.
Son style de combat très esthétique, son agilité et sa rapidité en font un adversaire redoutable et impressionnant. Il semble également avoir souvent recours à la magie en plus de l'épée, en particulier la matéria bBrasier. Il est pour cela surnommé "le maître du feu".
Création du personnage
Le populaire chanteur japonais Gackt a servi de modèle pour la création du personnage de Genesis. Il joue lui-même le rôle dans la fin secrète de Dirge of Cerberus, et prête sa voix au personnage dans Crisis Core. Pour Dirge of Cerberus, Gackt lui a donné sa voix normale légèrement adoucie, mais pour Crisis Core, il a pris une voix encore moins grave.

### Lazard Deusericus
Lazard Deusericus est le directeur du SOLDAT, c'est lui qui donne les ordres de mission et est chargé des promotions. Il prendra également la fuite lorsqu'on découvrira qu'il finançait les recherches de Hollander.
Lazard s'avère aussi être le premier fils du président Shinra. C'est en partie pour cela qu'il désire se venger depuis très longtemps de la compagnie. Lazard aurait voulu obtenir le poste de Vice-Président, finalement délégué à son demi-frère Rufus, beaucoup plus jeune que lui, ce qui est certainement l'une des raisons pour lesquelles Lazard en veut à son père.

## Membres de Deepground
Les personnages principaux de Final Fantasy VII réapparaissent dans Dirge of Cerberus, et l'histoire est centrée sur le personnage de Vincent. Les faits se passent 3 ans après le jeu principal.
- Shalua Rui - C’est la plus brillante des scientifiques qui travaille pour l’ORM. Elle a étudié les thèses du professeur Lucrecia Crescent et est également très intéressée par Deepground, et plus particulièrement par leur unité d’élite (les Tsviets). À la suite d'un violent combat, elle a perdu un œil mais également un bras qu’elle a remplacé par une prothèse bionique. Il semblerait qu’elle recherche un de ses proches qu’elle aurait perdu de vue depuis longtemps.
- Projet G - Personnage énigmatique. Il semble être lié aux pouvoirs des frères Nero et Weiss. Il s'agit en fait de Génésis, l'ancien 1re classe du SOLDAT qui fut l'un des échecs du "Projet Jenova G(Gillian)". Il fut vaincu par Zack 6 ans plus tôt.

### Shelke Rui
Cette jeune fille paraît inoffensive mais elle fait en réalité partie des Tsviets, l’unité d’élite de Deepground. Elle peut effectuer un « plongeon synaptique » pour s’introduire dans des réseaux virtuels et elle manie deux sabres laser. Elle et son coéquipier Azul ont pour ordre de traquer Vincent Valentine. Elle découvrira que Deepground se servait d’elle pour avoir des informations qu’elle est la seule à pouvoir lire et décidera finalement de s’allier avec Vincent.

### Azul
Azul ("Bleu") dit « le céruléen », fait aussi partie des Tsviets. Il est doté d’une force sidérante et de la capacité de se transformer en bête lorsqu’il est en colère. Il adore combattre et est capable de manier un canon d’un char d’assaut sans aucune difficulté. Son seul objectif est de trouver et tuer Vincent car ils ont vraisemblablement besoin de lui pour accomplir leur terrible projet.

### Nero
Il est un Tsviets. Il porte en permanence une camisole destinée à contrôler ses monstrueux pouvoirs psychiques. Sa particularité est d’envoyer ses ennemis dans une autre dimension par l’intermédiaire de portails. Nero ("Noir") « le sable » est le plus puissant des quatre membres des Tsviets et semble très attaché à Weiss. Il semble aussi maitre dans la maitrise du cauchemar et du parallélisme ; de plus, son entité cauchemardesque lui permet de se débarrasser de ses agresseurs en les envoyant dans une autre dimension. Seul Vincent Valentine a réussi à quitter son cauchemar.

### Rosso
Rosso ("Rouge") dit « l’écarlate », est une Tsviets élégante, rapide et féroce, qui donnera du fil à retorde à Vincent et même à Cloud lors d’un combat. Elle est sans pitié et n’hésitera pas à décimer la population d’une ville pour son plaisir. Son plus grand rêve est un monde complètement dépourvu d’humains. Elle montre sa méchanceté en tuant tous ses ennemis d'un seul revers de lame ; et elle s'avère experte de la téléportation et de l'art du subterfuge.

### Weiss
Ce mystérieux soldat connu sous le nom de Weiss ("Blanc") « l’immaculé » a pris la tête de Deepground et a lancé l’offensive visant à éradiquer l’humanité de la planète. Il a alerté l’ORM en leur envoyant un message vidéo très inquiétant où il explique qu’il veut détruire les êtres humains. Tous ceux qui agissent sous ses ordres au Deepground lui vouent un culte sans mesure, bien que très peu de gens connaissent sa véritable identité. Il se bat avec deux Katanas-GunBlade.
Étant le plus dangereux des membres du Deepground, Weiss contrôle tout. Il est extrêmement rapide et est capable de renverser la tournure d'un combat. Il est passé maître dans l'art du meurtre et de la manipulation, comme avec Nero. Il se contrefiche de l'existence de ses semblables, il est arriviste et se montre déterminé dans sa conquête du monde.
Il possède par ailleurs, une grande maitrise de ses deux terribles lames ; l'une virevoltant dans tous les sens pour induire son ennemi en erreur et l'autre pour frapper avec précision dans la partie sensible de son adversaire. On peut constater qu'il combat la plupart du temps dans une autre dimension : ses coups d'épée paraissent impossibles à esquiver et beaucoup trop rapides pour ses adversaires.
Concernant son pouvoir totalitaire, il dirige la plupart des unités de combats et contrôle ses subordonnés par la psyché.
Enfin, son emprise mentale lui donne la capacité de posséder ses victimes, et en cas de danger, il peut faire appel à ses créations pour l'aider dans sa lutte.

## Personnages secondaires

### Professeur Gast
Le professeur Gast (ガスト・ファレミス, Gasuto Faremisu) est le père de Aeris, et le directeur du Département de Recherche Scientifique de la Shinra. Gast semble avoir des objectifs nobles et chercher, en tant que scientifique, la connaissance pour elle-même plus que pour le pouvoir qu'elle apporte.
Gast trouve Jénova durant une excavation dans le Cratère Nord. Après le transfert de Jénova à Nibelheim pour une étude détaillée sur sa nature et ses origines, Gast parvient à la conclusion erronée que Jénova est un Cétra. La Shinra envoie alors Hojo et Lucrécia pour l'assister. Croyant que les restes de Jénova sont capables de produire un Cétra vivant, les scientifiques injectent des cellules de Jénova dans le ventre de Lucrécia, alors enceinte de Sephiroth.
Quelque temps après, Gast quitte le projet, rempli de remords, malgré le fait qu'il ne quitte pas officiellement la Shinra. Gast continue ses recherches sur les Anciens seul et rencontre Ifalna — une des dernières survivantes des Anciens — au village de Icicle Lodge. Gast y laisse une série de discussions vidéos avec Ifalna, et durant ce temps, ils tombent amoureux l'un de l'autre et ont une fille, Aerith. Cependant, peu après la naissance de Aerith (vingt jours), Hojo tue Gast alors qu'il essaye de capturer Ifalna et Aerith pour les étudier en tant que cobayes.

### Bugenhagen
Bugenhagen (ブーゲンハーゲン, Būgenhāgen), grand-père adoptif de Nanaki (Red XIII), est un vieil homme sage, âgé de 130 ans (il indique son âge lorsqu'il amène Nanaki à Seto pétrifié dans la Grotte des Gi), résidant à Cosmo Canyon. Il possède un observatoire au sommet de Cosmo Canyon et a consacré sa vie à l'étude de la planète. Il a été en collaboration avec la Shinra et notamment le professeur Gast, qui lui a offert ses machines. Il fournit durant le jeu des informations vitales au groupe de Cloud, notamment sur Sephiroth et le Météore. À l'instar d'Heidegger, Bugenhagen est apparemment nommé d'après un philosophe allemand, Johannes Bugenhagen (1485-1558).

### Lucrécia Crescent
Lucrécia Crescent (ルクレツィア・クレシェント, Rukuretsia Kureshento) est une scientifique du département scientifique de la Shinra. Elle a travaillé sur le Projet Jénova avec le professeur Hojo et le professeur Gast, en tant qu'assistante de ce dernier. Elle a un enfant avec Hojo, Sephiroth, et laissera Hojo le père de son enfant injecter des cellules de Jénova avant la naissance.
Elle meurt en donnant la vie à son fils.
Vincent Valentine était fou amoureux d'elle, et considère la naissance d'un enfant comme Sephiroth comme étant son "péché" du fait qu'il n'ait pu empêcher sa modification et ainsi sa naissance. Il en veut terriblement à Hojo, qu'il considère comme le meurtrier de sa femme et responsable de ce qu'il est à présent.
Dans une quête annexe du jeu, il est possible de rencontrer Lucrécia dans une grotte secrète de la carte du monde à condition d'avoir Vincent dans l'équipe. Ces retrouvailles déclenchent une série de flashbacks permettant au joueur de comprendre les évènements expliqués ci-dessus.

### Ifalna
Ifalna (イファルナ, Ifaruna) est la mère de Aerith et la dernière Cétra de pur sang. Trouvée par le professeur Gast au village d'Icicle Lodge, ils ont enregistré une série de discussions ensemble. Ils tombèrent amoureux l'un de l'autre, et eurent une fille, Aerith. Vingt jours après la naissance de Aerith, Hojo tue Gast, et Ifalna et Aerith sont capturées et détenues dans le QG de la Shinra à Midgar. Ifalna s'échappe 7 ans plus tard avec Aerith, et va jusqu'au Secteur 7. Au seuil de la mort, Ifalna confie alors Aerith à Elmyra Gainsborough.

### Elmyra Gainsborough
Mère adoptive de Aerith, Elmyra Gainsborough (エルミナ・ゲインズブール, Erumina Geinzubūru) découvrit Aerith et sa mère mourante, Ifalna, à la gare du Secteur 7. Avant de mourir, Ifalna lui demande de prendre soin de sa fille, et ainsi Elmyra adopte et éduque Aerith. Elle découvrit les capacités de sa fille adoptive quand celle-ci lui annonce la mort de son mari, parti faire la guerre de Utai.
Elmyra prendra plus tard soin de Marlène, la fille adoptive de Barret, quand celui-ci est à la poursuite de Sephiroth, et elles seront ensuite relogées par Reeve Tuesti à Kalm afin de garantir leur sécurité.

### Denzel
Le personnage de Denzel fait ici une apparition, comme enfant recueilli par Tifa et Marlène. Il était le narrateur de la nouvelle On the Way to a Smile, qui faisait la transition entre Final Fantasy VII et Advent Children

## Personnages mineurs
- Dayne (ダイン, Dain?) était le meilleur ami de Barret et le père de Marlène. On le croyait mort après que la Shinra a attaqué sa ville natale, Corel, mais il survécut, et comme Barret, il possède un fusil greffé à son bras gauche (pour Barret, il s'agit du bras droit). Devenu fou, Dayne tient Barret pour responsable de la mort de sa femme et de la destruction de Corel. Plusieurs années après, il retrouve finalement Barret à la prison du Gold Saucer, et lui impose un combat en duel. Après cela, il fait promettre à Barret de prendre soin de Marlène, puis il se suicide en sautant dans le vide.
- Marlène (マリン, Marin?) est la jeune fille des amis de Barret, Dayne et Eléonore. Elle est adoptée par Barret (qu'elle prend pour son père) après la mort d'Eléonore pendant l'incendie de Corel et gardée par Elmyra pendant la quête du groupe. À la fin du jeu, elle est envoyée à Kalm par Reeve pour la garder en sécurité. Bien qu'elle soit très peu présente physiquement, elle constitue la raison de vivre de Barret et il parle beaucoup d'elle tout au long du jeu.
- Godo Kisaragi (ゴドー・キサラギ, Godō Kisaragi?) est le père de Yuffie, et le chef du village de Wutai. Leader durant la guerre de Wutai, il est, depuis la défaite, beaucoup plus tempéré, mais n'en demeure pas moins un combattant redoutable. Il entretient une relation conflictuelle avec sa fille qui s'apaisera lors d'une quête annexe du jeu.
- Shera (シエラ, Shiera?) est une scientifique dévouée à Cid après qu'il a dû annuler l'envoi de la fusée ShinRa n-26 à cause d'elle, restée dans les moteurs pour vérifier les réservoirs à oxygène et risquant la mort à cause de la température croissante de l'engin. Cid est très irritant lorsqu'il est avec elle et elle ne riposte pas à sa mauvaise manière de lui parler car elle se sent coupable à cause de cet incident. Elle aide par la suite Cid et ses amis à dérober la Méga-Matéria Bleue entreposée dans la fusée, mais un problème aux bonbonnes d'oxygène fait comprendre à Cid que Shera avait raison de s'en inquiéter au premier lancement. Un peu avant Advent Children, cette dernière meurt des suites des Géostigmates. Son nom est alors donné au nouveau Hautvent de Cid, en son hommage.
- Zangan (ザンガン?) est le professeur de Tifa en arts martiaux. Toujours en voyage, il possède 128 élèves aux quatre coins du monde. Il sauve Tifa après qu'elle s'est fait blesser par Sephiroth durant l'incident au réacteur Mako de Nibelheim, et l'amène à Midgar[19].
- Seto (セト?) est le père de Red XIII (de son vrai nom, Nanaki). Il était considéré comme un lâche par Red XIII avant qu'il n'apprenne qu'il s'était sacrifié héroïquement pour la sécurité de Cosmo Canyon en repoussant seul la tribu des Gi, tentant d'attaquer la ville par l'arrière. Les flèches empoisonnées des Gi fossilisèrent le corps de Seto. Quand Red XIII et Bugenhagen arrivent à sa dépouille, des larmes coulent de ses yeux de pierre, lorsqu'il entend Nanaki parler fièrement de lui.

## Personnages apparus dansCrisis Core
- Hollander - Travaillant au Département scientifique de la ShinRa, il est à l'origine du projet G. Avec la fuite de Genesis et Angeal, il disparaît à son tour pour trouver un moyen d'inverser la dégénérescence de Genesis.
- Cissnei - Une jeune femme rousse, nouvelle recrue des Turks. La première rencontre avec Zack se fait lors de l'attaque de Midgar par les répliques de Génésis. Plus tard, quand la ShinRa apprend la relation de Zack et Aerith, elle sera assignée à la surveillance du Soldat. Quand Zack est recherché par la Shinra pour avoir sauvé Cloud, son meilleur ami qui fut leur cobaye après la mort de Séphiroth, il retourne dans son village natal et rencontre Cissnei qui le laisse partir. Elle avoue aussi que Cissnei n'est pas son vrai nom.

## Hors de l'univers deFinal Fantasy VII
En raison de leur popularité, plusieurs personnages de Final Fantasy VII sont apparus ultérieurement dans des jeux de Square Enix :
- Ehrgeiz : Cloud, Tifa, Sephiroth, Vincent, Yuffie et Zack sont des personnages jouables dans ce jeu de combat.
- Final Fantasy Tactics : Cloud est disponible en tant que personnage jouable secret, alors que Aeris y fait un caméo.
- Xenogears : Tifa apparaît sur un poster dans Solaris dans le jeu.
- Kingdom Hearts : Cloud, Aeris, Yuffie, Cid et Sephiroth y apparaissent ; Yuffie, Cloud et Sephiroth peuvent être combattus.
- Kingdom Hearts: Chain of Memories : Cloud, Aeris, Yuffie et Cid y apparaissent. Cloud y est combattu.
- Kingdom Hearts 2 : Tifa y fait un caméo en compagnie de Cloud, Aeris, Yuffie, Cid et Sephiroth. Yuffie, Cloud, Tifa et Sephiroth peuvent être combattus.
- Kingdom Hearts: Birth by Sleep : Zack y fait une apparition, où il peut être combattu.
- Kingdom Hearts III : Aerith, Yuffie et Cid apparaissent dans le DLC Re:Mind.
- Dragon Quest and Final Fantasy in Itadaki Street Special : Cloud, Aeris, Tifa et Sephiroth y apparaissent.
- Chocobo Racing : On y retrouve Cloud comme personnage secret.
- Dissidia : Final Fantasy : Cloud et Sephiroth sont des personnages jouables dans ce jeu de combat.
- Dissidia 012: Final Fantasy : En plus de Cloud et Sephiroth, Tifa est jouable, Aeris apparaît comme personnage assistant.
- Super Smash Bros. for Nintendo 3DS / for Wii U : Cloud y apparaît comme DLC.
- Super Smash Bros. Ultimate : Cloud réapparaît en personnage jouable, dans le jeu de base cette fois ci. Plus tard, Sephiroth est ajouté en DLC.